# Corynactis chilensis
Corynactis chilensis is een Corallimorphariasoort uit de familie van de Corallimorphidae. De wetenschappelijke naam van de soort is voor het eerst geldig gepubliceerd in 1941 door Carlgren.